# 쓰카하라 보쿠덴
쓰카하라 보쿠덴(일본어: 塚原卜伝, つかはら ぼくでん)은 일본 센고쿠 시대의 검사(剣士)이자 병법가이다. 조상 대대로 내려오던 가시마 고류(鹿島古流, 가시마 중고류(鹿島中古流)에 더해 덴신쇼덴카토리신토류(天真正伝香取神道流)를 수련하여 가시마 신토류(鹿島新当流)라는 검술 유파를 열었다.

## 생애
가시마 신궁(鹿島神宮)의 신관(神官)으로 다이조 씨(大掾氏)의 일족인 가시마 씨(鹿島氏)의 4가로(四家老)의 한 명이었던 우라베 아키카타(卜部覚賢, 요시카와 아키카타 吉川覚賢)의 둘째 아들로 히타치국 가시마(鹿島)에서 태어났다. 어렸을 때의 이름은 도모타카(朝孝)였다. 시기는 확실하지 않으나 아버지의 검도를 배우던 검도 도장 친구였던 쓰카하라 야스모토(塚原安幹, 쓰카하라 신고에몬 야스모토塚原新右衛門安幹)의 양자가 되어 이름을 다카모토(高幹)라 하고, 신고에몬 다카모토(新右衛門高幹)라 고쳤다. 쓰카하라 씨는 헤이시(平氏)를 혼세(本姓)로 하고 가시마 씨의 분가이다. 훗날 도사노카미(土佐守) 또는 도사노뉴도(土佐入道)라고도 칭하였다. 보쿠덴은 그의 호(号)이며 본가인 요시카와 집안의 혼세인 우라베(卜部)에서 유래한 것이다.
친아버지 아키카타로부터 가시마 고류(古流)((가시마 중고류(中古流))를 배운 그는 양아버지 야스모토로부터 또한 덴진쇼텐카토리신토류(天真正伝香取神道流)를 배웠다.『간토 8주 고전록』(関東八州古戦録)이나 『보쿠덴 유전서』(卜伝流伝書)에 따르면 마쓰모토 마사노부(松本政信)의 오의(奥義) 「히토쓰노타치」(一之太刀)도 양아버지 야스모토로부터 전수받았다고 한다(마쓰모토로부터 직접 배웠다는 설, 보쿠덴 자신이 독자적으로 개발하였다는 설도 있다). 나아가 무사 수행을 위한 여행에 나서서 자신의 검술을 갈고 닦았다. 보쿠덴의 제자인 가토 노부토시(加藤信俊)의 손자가 쓴 『보쿠덴 유훈초』(卜伝遺訓抄)의 후서(後書)에 따르면 그 전적은 「17세가 되어 낙양(洛陽, 교토)의 기요미즈데라에서 진검 승부에 임하여 승리를 얻고부터 오기칠도(五畿七道)를 편력하였다. 진검의 승부가 열아홉 번, 전장을 누빈 것이 서른일곱 번, 한 번도 불찰(실수)이 있었던 적이 없으며, 목도 등으로 하는 시합은 통틀어 수백 번에 달하도록 베이거나 찔리거나 한 적이 한 번도 없었다. 화살에 맞은 여섯 곳 말고는 한 번도 적의 무기에 맞지 않았다. 무릇 시합과 전장(戰場) 등등 두루 입회한 곳에서 적을 친 것이 헤아려 212명이었다고 한다」고 적고 있다. 잘 알려져 있는 보쿠덴의 진검승부로는 가와고에성 아래에서의 가지와라 나가토(梶原長門)와의 대결이 있다. 보쿠덴은 일본 여러 지역을 돌면서 무사 수행을 하였으나, 그 행렬에는 80명에 달하는 문인들을 거느리고 큰 매 세 마리를 데리고 갈아탈 말을 세 필이나 두고 있는 호방하고 장대한 행렬이었다고 전해지고 있다.
제자로는 유일하게 상전(相伝) 즉 스승과 제자 사이에 서로 직접 전수가 확인된 우지이 쇼켄(雲林院松軒, 야시로 미쓰히데弥四郎光秀)과 모로오카 이치하(諸岡一羽)나 마카베 우지모토(真壁氏幹, 도무道無), 사이토 덴키보(斎藤伝鬼房, 가쓰히데勝秀) 등 하나의 문파를 이룬 검호(剣豪)들이 있었다. 또한 쇼군이기도 했던 아시카가 요시테루, 아시카가 요시아키나 이세국의 고쿠시(国司)였던 기타바타케 도모노리(北畠具教), 다케다(武田) 집안의 군사(軍師)로 유명한 야마모토 간스케도 보쿠덴으로부터 검술을 배웠다고 전해진다. 또한 아시카가 요시테루, 기타바타케 도모노리 두 사람에게는 보쿠덴 자신이 오의 「히토쓰노타치」를 전수하였다고도 한다.
앞에서 언급한 바와 같이 「몇 번에 걸친 진검승부에서 칼에 의한 단 한 번의 상처도 입은 적이 없었다」는 전설로 후세에 그는 검성(剣聖)이라는 추앙을 받았고, 강담(講談)의 소재로써 널리 알려지게 된다. 유명한 일화로 『고요군칸』(甲陽軍鑑)에 실린 「무수승류」(無手勝流)가 있는데, 보쿠덴은 비와호의 배 위에서 젊은 검객들에게 시비가 걸리게 되었다. 상대가 그 보쿠덴이라는 것을 알게 된 검객들이 결투를 신청해왔고, 보쿠덴은 되도록 승부를 피해보려 했지만 혈기왕성한 검객들은 보쿠덴이 겁이 나서 결투를 피해 도망치려는 줄로 생각했고 기가 살아서 더욱 그를 매도해댔다. 주변에 민폐가 될 것이라 생각한 보쿠덴은 배에서 내려서 결투를 받아주겠다고 말했고 그 검객과 둘이서 작은 배로 옮겨 탔다. 그대로 보쿠덴은 근처의 작은 섬으로 배를 띄워 갔고, 섬 가까이 수심이 발길 높이 정도로 닿을 때까지 왔을 때 그 검객은 얼른 뛰어내려 서둘러 승부를 보려 했다. 그러나 보쿠덴은 그대로 태연하게 노를 저어서 섬에서 멀리 떨어져 가버렸다. 졸지에 작은 섬에 홀로 남게 된 검객이 멀리 떠나가는 보쿠덴을 보며 욕했을 때, 보쿠덴은 「싸우지 않고 이기는 것, 이것이 무수승류(無手勝流)니라」라며 크게 웃고 떠나가버렸다고 한다.

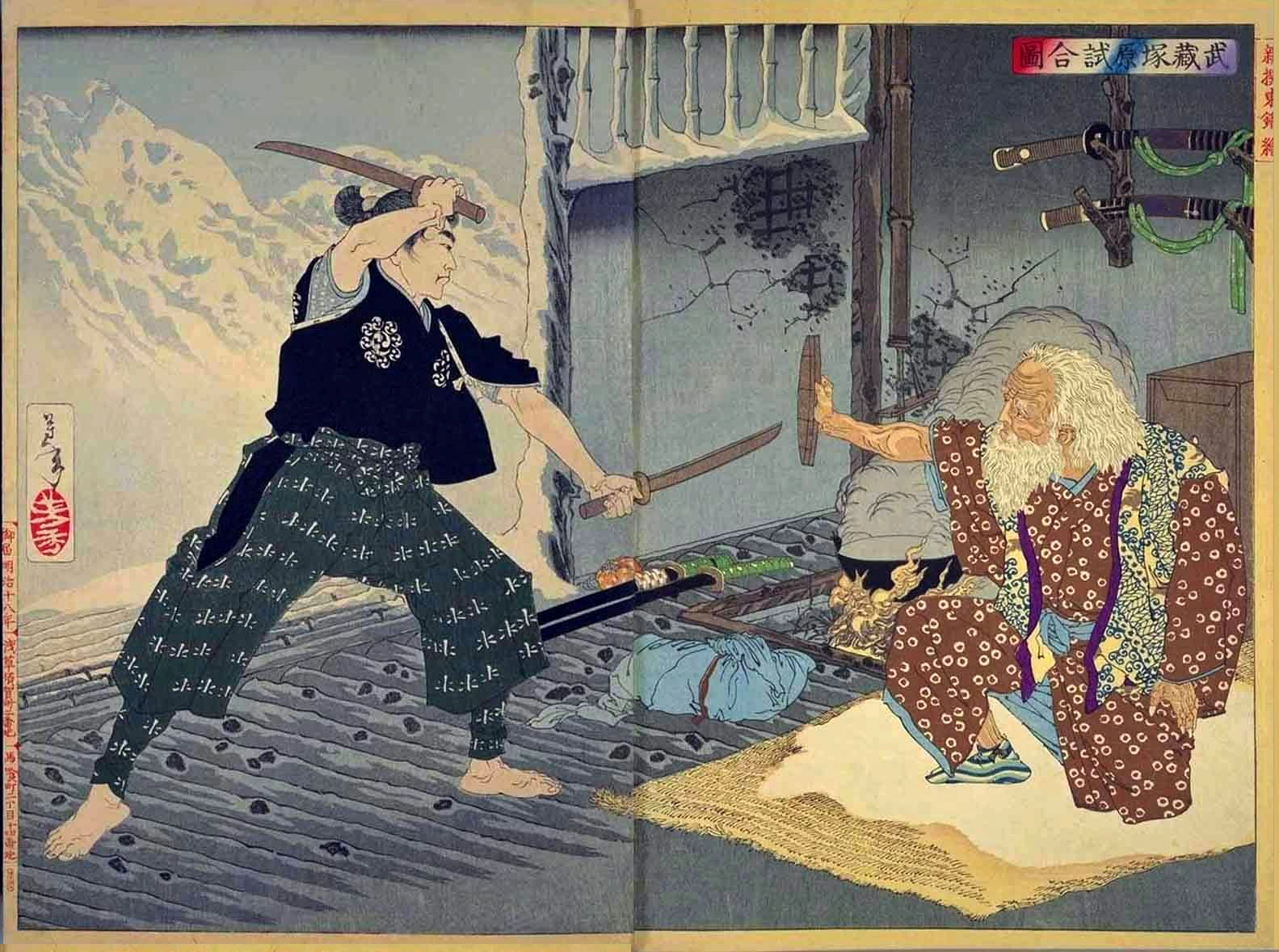
미야모토 무사시의 칼을 받아내는 쓰카하라 보쿠덴. 메이지 시대의 쓰키오카 쓰난의 작품이다.

젊은 시절의 미야모토 무사시가 보쿠덴이 식사하는 도중에 와서 도전하면서 그에게 칼을 내리치자 보쿠덴은 곧장 이로리(囲炉裏)에 놓여 있던 냄비 뚜껑을 들어 무사시가 휘두른 칼을 막아냈다는 일화가 있는데, 실제로는 무사시가 태어나기도 전에 보쿠덴은 사망했기 때문에 보쿠덴과 무사시는 직접 대면할 기회도 없었고, 따라서 이 일화는 순전히 지어낸 이야기이다.
만년에는 고향에서 여생을 보냈는데 『가시마사』(鹿島史)에 따르면 보쿠덴은 겐키(元亀) 2년(1571년) 2월 11일에 사망하였다고 전한다. 83세였다. 『덴신쇼텐신토류 병법전록』(天真正伝新当流兵法伝脉)에는 가시마의 누마오 향(沼尾郷) 다노(田野)에 있는 마쓰오카 노리카타(松岡則方)의 집에서 사망하였다고 한다. 보쿠덴의 묘는 도요사토 촌(豊郷村) 스가즈카하라(須賀塚原, 스가 촌須賀村, 지금의 일본 가시마 시 스가)의 매향사(梅香寺)에 있었으나 이곳은 화재로 소실되어 묘소만이 남아 있다. 법호(法号)는 호켄코친 거사(宝険高珍居士)였다. 위패는 묘 가까운 곳에 있는 진언종(真言宗) 사찰인 장길사(長吉寺)에 있다.